# Mikołaj Bibikow
Mikołaj Bibikow, Nikołaj Walerianowicz Bibikow (ros. Николай Валерианович Бибиков; ur. 28 sierpnia?/9 września 1842 w Petersburgu, zm. 21 lutego 1923 w Pradze) – rosyjski generał, w latach 1892−1906 prezydent Warszawy.

## Życiorys
Urząd Prezydenta Warszawy objął 6 października 1892. Kontynuował po swoim poprzedniku Sokratesie Starynkiewiczu budowę kanalizacji i wodociągów miejskich. Podczas jego prezydentury powstały parki: Ujazdowski i Skaryszewski. Zainicjował budowę miejskich hal handlowych, w tym największych Hal Mirowskich. Ponadto podczas jego kadencji m.in. zbudowano Elektrownię Warszawską i rozpoczęto elektryfikację miasta, uruchomiono kolejki: grójecką, marecką i jabłonowską, zbudowano wiadukt Markiewicza, rozpoczęto budowę Trzeciego Mostu na Wiśle (mostu Poniatowskiego), a także wybrukowano wiele ulic.
Ponieważ z jego inicjatywy obsadzono drzewami szereg ulic oraz urządzono wiele warszawskich ogródków i skwerów, Bibikow zyskał żartobliwy przydomek skwiernego gienierała.
Podczas rewolucji 1905 pod naciskiem społeczeństwa zgodził się na wprowadzenie języka polskiego do urzędów, a także na umieszczenie w ratuszu polskich napisów. Wobec projektu wyboru prezydenta spośród członków Rady Miejskiej podał się do dymisji 29 czerwca 1906. Po ustąpieniu został urzędnikiem do specjalnych poruczeń w Urzędzie Warszawskiego Gubernatora.
Generał-major od 1890, generał-lejtnant od 1899, generał kawalerii od 1906.
Ostatnie lata życia spędził w Pradze. Został pochowany w prawosławnej części cmentarza Olszańskiego w Pradze.

## Odznaczenia
Chronologicznie:
- rosyjski Order Świętej Anny IV kl. (1864)
- rosyjski Order Świętej Anny III kl. (1870)
- rosyjski Order Świętego Stanisława II kl. (1873)
- perski Order Lwa i Słońca (1873)
- rosyjski Order Świętego Włodzimierza IV kl. z mieczami i kokardą (1878)
- rosyjski Order Świętej Anny II kl. z mieczami (1878)
- rosyjski Złoty Oręż „Za Waleczność” (1873)
- rosyjski Order Świętego Włodzimierza III kl. (1893)
- rosyjski Order Świętego Stanisława I kl. (1895)
- austro-węgierski Order Franciszka Józefa (1897)
- czarnogórski Order Daniły I (1898)
- rosyjski Order Świętej Anny I kl. (1902)
- rosyjski Order Świętego Włodzimierza II kl. (1906)
- rosyjski Order Orła Białego (1916)